# Panenská Rozsíčka
Panenská Rozsíčka é uma comuna checa localizada na região de Vysočina, distrito de Jihlava.